# Margarida de Anjou
Margarida de Anjou (em francês:  Marguerite d'Anjou; Pont-à-Mousson, Lorena, 23 de março de 1430 – Saumur, 25 de agosto de 1482) foi rainha consorte de Inglaterra, através do seu casamento com Henrique VI, em abril de 1445. Apesar de mulher e estrangeira, foi uma das personagens mais influentes na Guerra das Rosas como uma das líderes da Dinastia de Lencastre.

## Primeiros anos

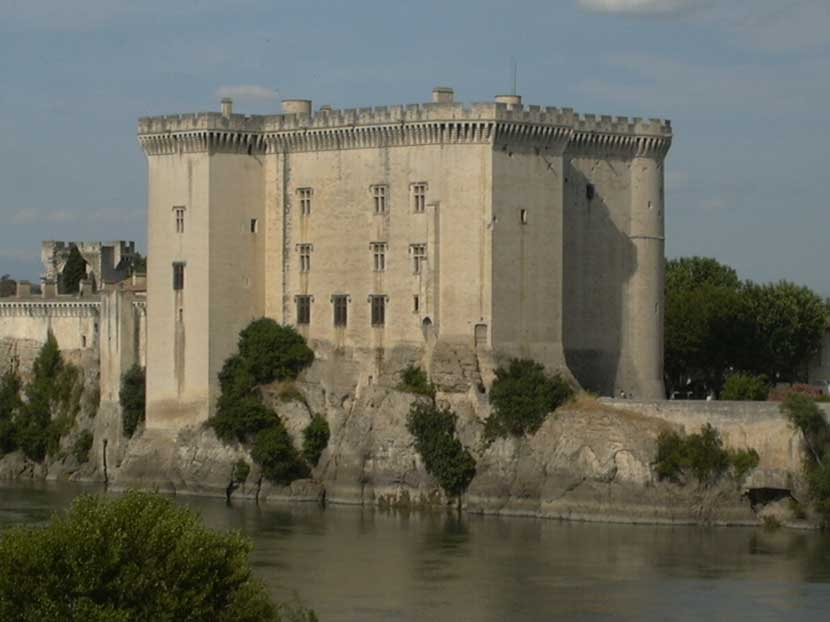
Castelo de Tarascon onde Margarida viveu durante sua infância.

Margarida de Anjou nasceu em 23 de março de 1429 em Pont-à-Mousson no Ducado de Lorena. Ela era filha de Renato, duque de Anjou e Isabel, duquesa de Lorena. Seu pai, Renato, da Casa de Valois-Anjou, era duque de Anjou e rei titular de Nápoles, Sicília e Jerusalém e sua mãe era a duquesa de Lorena por seus próprios méritos.
Margarida passou seus primeiros anos vivendo no Castelo de Tarascon, no vale do Ródano, e no palácio de Cápua, em Nápoles, educada por sua mãe e Antoine de la Salle. Ela foi prometida ao rei Henrique VI da Inglaterra por seu tio Carlos VII da França, como parte de um tratado de paz entre os dois países. Os termos do casamento eram que ela não forneceria um dote e, em vez disso, receberia as terras do Maine e Anjou dos ingleses. O casal se casou em 23 de abril de 1445, quando Margarida tinha quinze anos, seu novo marido era oito anos mais velho.

## Henrique VI
O casamento se revelou impopular. Em 1453, aos 32 anos, Henrique VI começou a apresentar sinais de doença mental grave. Por meio de um "susto repentino", ele entrou em um estado de transe não reagindo e reconhecendo ninguém. Esquizofrenia catatônica ou estupor depressivo foram sugeridos como um diagnóstico provável. Esta foi provavelmente uma herança de seu avô, Carlos VI da França, que sofria de crises de esquizofrenia. Margarida, na época, grávida de sete meses, tentou reivindicar a regência, mas não obteve apoio. Em vez disso, foi dado ao primo de Henrique, Ricardo, duque de Iorque, para grande aborrecimento da rainha, que acreditava fortemente que ela e seu partido deveriam governar a Inglaterra. Uma intensa rivalidade pessoal se desenvolveu entre Ricardo Duque de Iorque e o favorito de Margarida, Edmund Beaufort, duque de Somerset. Ricardo Plantageneta, duque de Iorque, ficou muito perto do trono, sua mãe, Ana Mortimer, foi pelas regras estritas da primogenitura o verdadeiro herdeiro de Ricardo II e Iorque foi seu único filho.
Margarida deu à luz seu único filho, Eduardo, Príncipe de Gales em outubro de 1453 no Palácio de Westminster. Abundavam os rumores, alimentados pelos Iorquistas, de que a criança não era do rei débil, mas de Somerset, o que jogou mais lenha nas fogueiras do descontentamento. A Rainha, "uma mulher forte em trabalho de parto", era ferozmente protetora de seu filho e de seus direitos. Henrique finalmente recuperou os sentidos e quando viu seu filho, declarou-se satisfeito e perguntou sobre os padrinhos da criança. Aumentando as dúvidas existentes sobre a paternidade da criança, ele declarou que Eduardo deve ter sido gerado pelo Espírito Santo. Iorque, demitido do cargo, estava descontente. Sua posição, ele percebeu, era agora precária, exposta como estava à suspeita e ao veneno da Rainha, que mais uma vez controlava o governo.
Um grande conselho foi convocado em Leicester. Iorque e seus aliados, Ricardo, conde de Warwick e seu pai, Ricardo Neville, conde de Salisbury, suspeitando de tratamento não-imparcial, viajaram para o sul com um exército. As tentativas de discussão entre as facções provocaram ainda mais raiva em ambos os lados. A Primeira Batalha de St. Albans foi travada em 22 de maio de 1455. O favorito de Margarida, Edmundo Beaufort, duque de Somerset, foi morto e Henrique capturado pelos vitoriosos Iorquistas. Iorque foi nomeado Protetor da Inglaterra. Margarida, fiel ao caráter, não iria aceitar isso humildemente. Ela reuniu um exército para promover a causa de seu filho e Iorque, Salisbury e Warwick foram forçados a fugir antes dela. Os senhores rebeldes reuniram apoio e em retaliação tomaram Londres. Warwick encontrou as forças leais ao rei em Northampton, derrotou-as e levou o infeliz Henrique cativo de volta para Londres. Iorque voltou do exílio e reivindicou formalmente o trono. Quando perguntado por que ele não tinha feito isso anteriormente, ele respondeu que "embora certo por um tempo fique em silêncio, ainda assim não apodrece, nem perecerá." Chegou-se a um acordo, após o que Henrique VI manteria o trono pelo resto de sua vida, mas a sucessão iria para Iorque e seus herdeiros. Ninguém esperava por um momento que a espirituosa Margarida aceitaria a deserdação de seu filho e isso provou ser o caso.
A rainha Margarida liderou um exército lancastriano para atacar o duque de Iorque em seu castelo em Sandal, em Wakefield. O duque foi morto liderando um ataque impulsivo contra as forças lancastrianas, assim como Salisbury e o segundo filho de Iorque, Edmundo, conde de Rutland, de 17 anos, cujos apelos por sua vida foram ignorados. A Rainha teve suas cabeças empaladas em estacas nas paredes da cidade de Iorque. Um grande exército de Lancastre prosseguiu em direção a Londres, que derrotou Warwick na Segunda Batalha de St. Albans. Warwick marchou para o oeste para unir forças com o exército Iorquista que se aproximava sob o comando de Eduardo, Conde de March, o hábil filho mais velho de Iorque, deixando Londres sem defesa. Os cidadãos de Londres se recusaram a abrir os portões para os lancastrianos, forçando-os a se retirarem para o norte, para Yorkshire. Eduardo, conde de March, de dezoito anos e agora líder da causa Iorquista, retaliou e derrotou os lancastrianos em Mortimers Cross. Ele continuou a esmagar totalmente a causa de Lancastriana na batalha decisiva e sangrenta de Towton em Yorkshire. Margarida e seu filho fugiram para a Escócia, onde encontraram refúgio e o novo duque de Iorque foi coroado em Westminster como o rei Eduardo IV. O rei Henrique VI acabou sendo feito prisioneiro em Lancashire e na Torre de Londres.

## Eduardo
Margarida viveu no exílio na França com seu filho Eduardo. O poderoso Ricardo Neville Earl de Warwick, descontente por não ter recebido o poder que assumira com seu apoio à causa Iorquista, foi afastado de Eduardo IV pelo casamento deste com Isabel Woodville, de quem ele odiava profundamente. Apoiado por Jorge, duque de Clarence, irmão igualmente insatisfeito de Eduardo, Warwick liderou uma rebelião contra Eduardo. Em um golpe sutil de diplomacia, Luís XI da França, conhecido como Aranha, reconciliou o descontente Warwick com Margarida, o que não era fácil, já que eles eram inimigos ferrenhos e Margarida havia executado o pai de Warwick, Salisbury. Warwick teria passado horas ajoelhado diante de Margarida antes que ela consentisse com a aliança. Sua filha mais nova, Ana Neville, estava prometida ao filho de Margarida, Eduardo. Warwick invadiu a Inglaterra em nome de Margarida em 1470, resultando na fuga de Eduardo IV para a Borgonha e na libertação de Henrique VI da Torre de Londres e sua breve reintegração como rei. Uma figura triste e lamentável, ele foi desfilado pelas ruas de Londres em um vestido azul surrado por Jorge Neville, arcebispo de Iorque e estabelecido como um rei fantoche, a quem o ambicioso Warwick governou. Eduardo IV, apoiado pelo duque da Borgonha, voltou em 1471, encontrando-se com as forças de Warwick em Barnet. Não tendo mais nada a ganhar com o resultado da batalha, Jorge, duque de Clarence, a "areia movediça da mentira" de Shakespeare reconciliou-se com seu irmão Eduardo, abandonou seu sogro e levou suas forças consideráveis às fileiras dos Iorquistas.

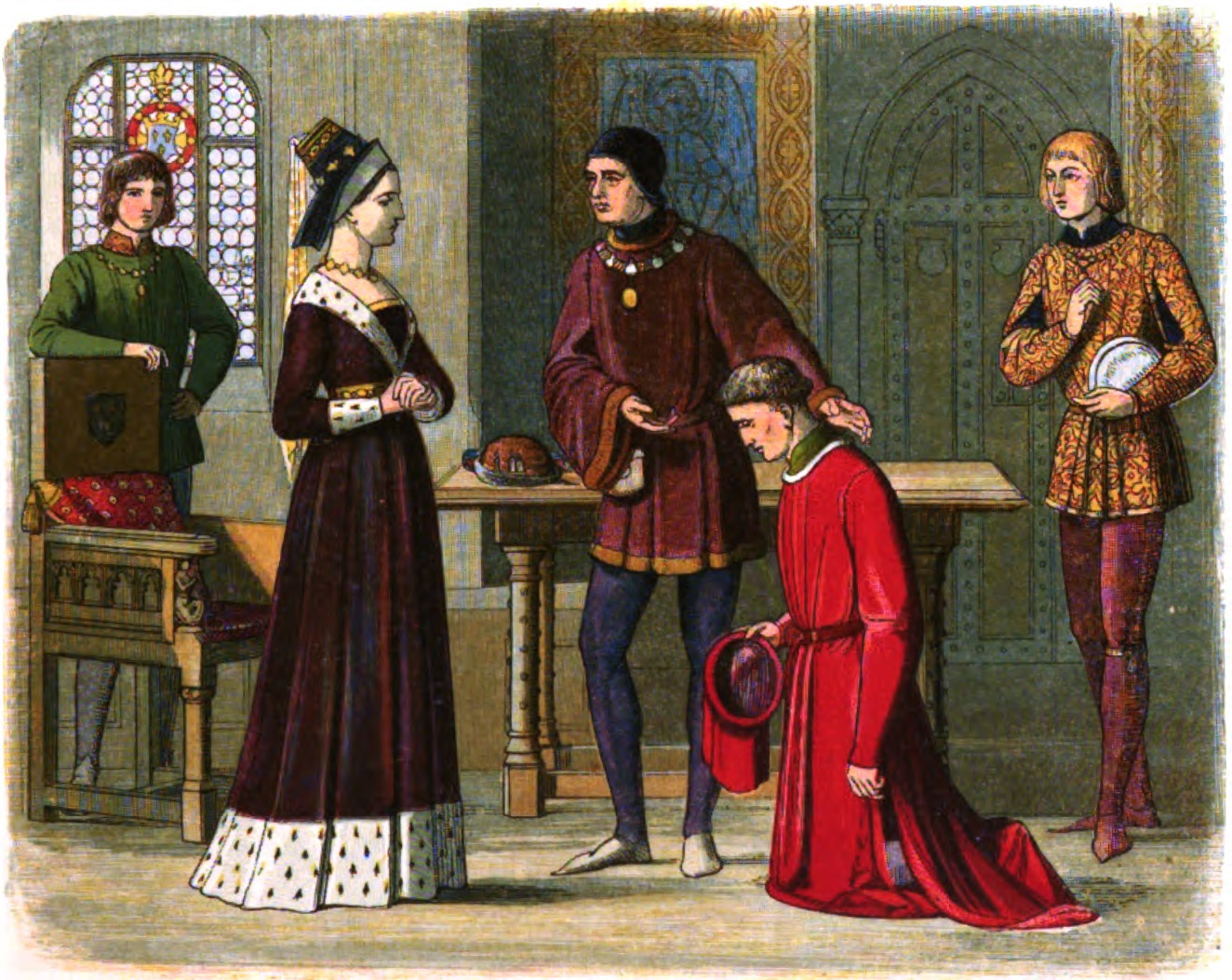
Sentindo que Eduardo IV não valoriza mais seus conselhos e favorece os Woodvilles, Ricardo Neville, 16º Conde de Warwick, se ajoelha à Margarida de seus inimigos Lancastrianos.

Uma densa névoa desceu antes da batalha, obscurecendo a visão do inimigo, resultando no alinhamento incorreto de ambos os exércitos, com suas asas sobrepostas. O exército real avançou devidamente, a direita flanqueando a esquerda de Warwick. A mesma situação surgiu com a ala esquerda real, que foi igualmente flanqueada e derrotada pela direita de Warwick, comandada pelo conde de Oxford, um excelente general. O rei conseguiu implantar sua reserva e atacou Warwick no centro. Oxford, que estava envolvido na perseguição dos Iorquistas em fuga, voltou à batalha, devido à densa névoa, os homens de Montague confundiram a bandeira de Oxford com o sol Iorquista em esplendor e abriram fogo contra eles. O contingente de Oxford fugiu e os rebeldes foram derrotados. O irmão de Warwick, John, Marquês Montague, foi morto no decorrer da batalha e de acordo com a versão oficial da batalha, o poderoso Warwick foi morto fugindo do campo em uma tentativa de alcançar seu cavalo. Provavelmente, o método mais provável para seu despacho foi uma espada enfiada em sua garganta, depois de forçar a abertura de seu visor.
Uma ferida no lado esquerdo de seu pescoço é retratada em uma ilustração da crônica Iorquista da Chegada. A irmã de Eduardo IV, Margarida, duquesa da Borgonha, que deve ter sido bem informada, ao escrever para sua sogra alguns dias após a batalha, afirma que o conde de Warwick foi capturado no final da batalha, e enquanto no curso de ser levado vivo para Eduardo "alguns homens o reconheceram e o mataram". O corpo de Warwick junto com o de seu irmão, Montague, foram posteriormente exibidos em St. Paul coberto apenas com uma tanga, antes de ser enterrado em Bisham Priory em Berkshire. Margarida e seu filho partiram para a Inglaterra em 24 de março. Tempestades forçaram seus navios de volta à França várias vezes, mas ela finalmente pousou em Weymouth, em Dorset, no mesmo dia em que a Batalha de Barnet foi travada. Ao ouvir a notícia do desastre em Barnet, ela considerou retornar à França, mas o príncipe Eduardo a persuadiu a jogar pela vitória e ela liderou seu exército para o norte na esperança de unir forças com os apoiadores de Lancastre no País de Gales, liderados por Jasper Tudor, irmão uterino de Henrique VI.
Interceptada por Eduardo IV, ela não teve escolha a não ser enfrentá-lo na batalha em Tewkesbury em 4 de maio de 1471. Margarida refugiou-se em uma casa religiosa a alguma distância do campo de batalha, seu filho, Eduardo, Príncipe de Gales, foi morto em batalha ou durante seu rescaldo. Existem várias versões sobre como Eduardo encontrou seu fim, uma afirma que ele foi morto ao fugir para o norte após a Batalha de Tewkesbury, outra afirma que, após a derrota dos Lancastrianos em Tewkesbury, um pequeno contingente de homens sob o duque de Clarence encontrou Eduardo perto de um bosque, onde foi imediatamente decapitado em um quarteirão improvisado, apesar dos pedidos de misericórdia a seu cunhado Clarence. Uma versão alternativa foi fornecida por três outras fontes: The Great Chronicle of London, Polydore Vergil e Edward Hall, que foi a versão usada por Shakespeare. Isso registra que Eduardo, tendo sobrevivido à batalha, foi levado cativo e trazido diante de Eduardo IV, que estava com Jorge, duque de Clarence; Ricardo, duque de Gloucester; e Guilherme, Lord Hastings. O rei recebeu o príncipe graciosamente e perguntou por que ele havia pegado em armas contra ele. O príncipe respondeu desafiadoramente: "Vim para recuperar a herança de meu pai." O rei então golpeou o príncipe em seu rosto com sua manopla e os presentes com o rei, de repente esfaquearam o príncipe Eduardo com suas espadas.
A rainha Margarida foi finalmente derrotada pela morte do filho pelo qual ela lutou tanto e tanto. Ela foi capturada por William Stanley no final da batalha e presa. Enviado primeiro para o Castelo de Wallingford, Margarida foi mais tarde transferida para a Torre de Londres, mais segura; em 1472 ela foi colocada sob a custódia de sua ex-dama de companhia Alice Chaucer, duquesa de Suffolk. A viúva de seu amado filho, Ana Neville, mais tarde se casou com Ricardo, duque de Gloucester, irmão mais novo de Eduardo IV.
Henrique VI encontrou a morte na Torre de Londres, na noite da Vigília da Ascensão, de 21 a 22 de maio de 1471. A morte de seu filho em Tewkesbury selou seu destino. Enquanto Eduardo de Lancaster ainda vivia, ele tornara inútil a destituição de Henrique. Devido à controvérsia sobre a forma de sua morte, Jorge V deu permissão para exumar o corpo do rei Henrique VI em 1910. O esqueleto foi desmembrado antes de ser colocado na caixa e nem todos os ossos estavam presentes. Três dentes muito gastos foram encontrados e o único pedaço de mandíbula presente havia perdido os dentes antes de morrer. Os ossos foram registrados como sendo os de um homem forte, medindo um metro e setenta e cinco a um metro e setenta de altura. Cabelo castanho claro encontrado emaranhado com sangue no crânio confirmou que Henrique VI morreu em consequência da violência.
O pai envelhecido, mas entusiasmado de Margarida, Renata de Anjou, permaneceu despreocupado com o destino de sua filha; tendo se casado recentemente, ele estava preocupado com sua nova jovem esposa. Ela permaneceu prisioneira até ser resgatada por seu parente, Luís XI, no Tratado de Picquigny em 1475. A amargurada ex-rainha retirou-se para sua terra natal, Anjou, dependente para uma pensão de Luís, que a fez se render em troca de seus direitos sobre a herança de seu pai. Ela fixou residência no Chateau de Dampierre, onde morreu em agosto de 1482, aos 53 anos. Ela foi enterrada na Catedral de Angers.

## Derrota e Morte

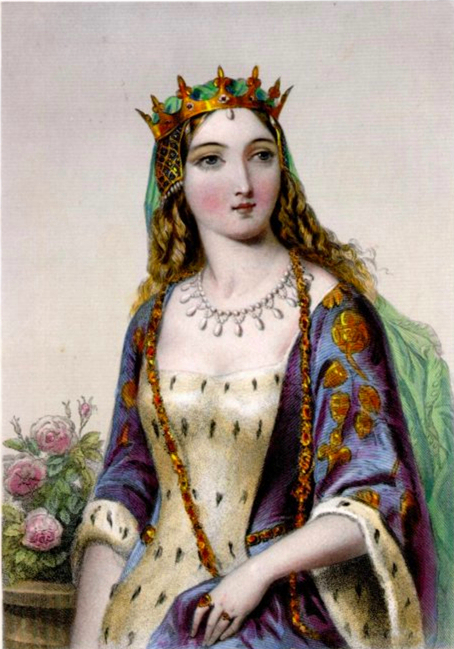
Margarida por Mary Howitt, no seu livro Biographical Sketches of the Queens of England, From the Norman Conquest to the Reign of Victoria; or The Royal Book of Beauty.

Margarida retornou à Inglaterra em 14 de abril de 1471 e, no mesmo dia, Warwick foi morto em Barnet. Em maio de 1471, Margarida e seus apoiadores foram derrotados na batalha de Tewkesbury, onde Margarida foi feita prisioneira e seu filho Eduardo foi morto. Logo depois, seu marido, Henrique VI, morreu na Torre de Londres, presumivelmente assassinado.
Margarida foi presa na Inglaterra por cinco anos. Em 1476, o rei da França pagou um resgate à Inglaterra por ela, e ela voltou para a França, onde viveu na pobreza até sua morte em 25 de agosto de 1482, em Anjou.

### Legado
Como Margarida e mais tarde Rainha Margarida, Margaret de Anjou desempenhou papéis importantes em vários relatos de ficção da época tumultuada. Ela é personagem de quatro peças de William Shakespeare, todas as três peças "Henrique VI" e "Ricardo III". Shakespeare comprimiu e mudou eventos, seja porque suas fontes estavam incorretas ou por causa do enredo literário, então as representações de Margaret em Shakespeare são mais icônicas do que históricas.
A rainha, uma feroz lutadora por seu filho, seu marido e pela Casa de Lancastre, foi descrita como tal em "A Terceira Parte do Rei Henrique VI" de Shakespeare:
"Loba da França, mas pior do que lobos da França,
Cuja língua é mais venenosa do que o dente da víbora "
Sempre obstinada e ambiciosa, Margarida foi implacável em seus esforços para garantir a coroa para seu filho, mas acabou falhando. Seu feroz partidarismo amargurou seus inimigos, e os Iorquistas não hesitaram em alegar que seu filho era um bastardo.